# La Chapelle-Montreuil
La Chapelle-Montreuil ist eine Commune déléguée in der französischen Gemeinde Boivre-la-Vallée mit 707 Einwohnern (Stand: 1. Januar 2022) im Département Vienne in der Region Nouvelle-Aquitaine (vor 2016: Poitou-Charentes).
Die Gemeinde La Chapelle-Montreuil wurde am 1. Januar 2019 mit Benassay, Lavausseau und Montreuil-Bonnin zur Commune nouvelle Boivre-la-Vallée zusammengeschlossen. Sie hat seither den Status einer Commune déléguée. Die Gemeinde La Chapelle-Montreuil gehörte zum Arrondissement Poitiers und zum Kanton Vouneuil-sous-Biard (bis 2015: Kanton Vouillé).

## Geographie
La Chapelle-Montreuil liegt etwa 22 Kilometer westsüdwestlich vom Stadtzentrum von Poitiers am Boivre. Umgeben wird La Chapelle-Montreuil von den Ortschaften Montreuil-Bonnin im Norden, Béruges im Osten und Nordosten, Coulombiers im Süden und Südosten, Lusignan im Süden, Jazeneuil im Südwesten sowie Lavausseau im Westen und Nordwesten.
Durch die Gemeinde führt die Autoroute A10.

## Bevölkerungsentwicklung
| Jahr                      | 1962 | 1968 | 1975 | 1982 | 1990 | 1999 | 2006 | 2013 |
| Einwohner                 | 625  | 533  | 489  | 487  | 500  | 565  | 608  | 688  |
| Quelle: Cassini und INSEE |      |      |      |      |      |      |      |      |

## Sehenswürdigkeiten

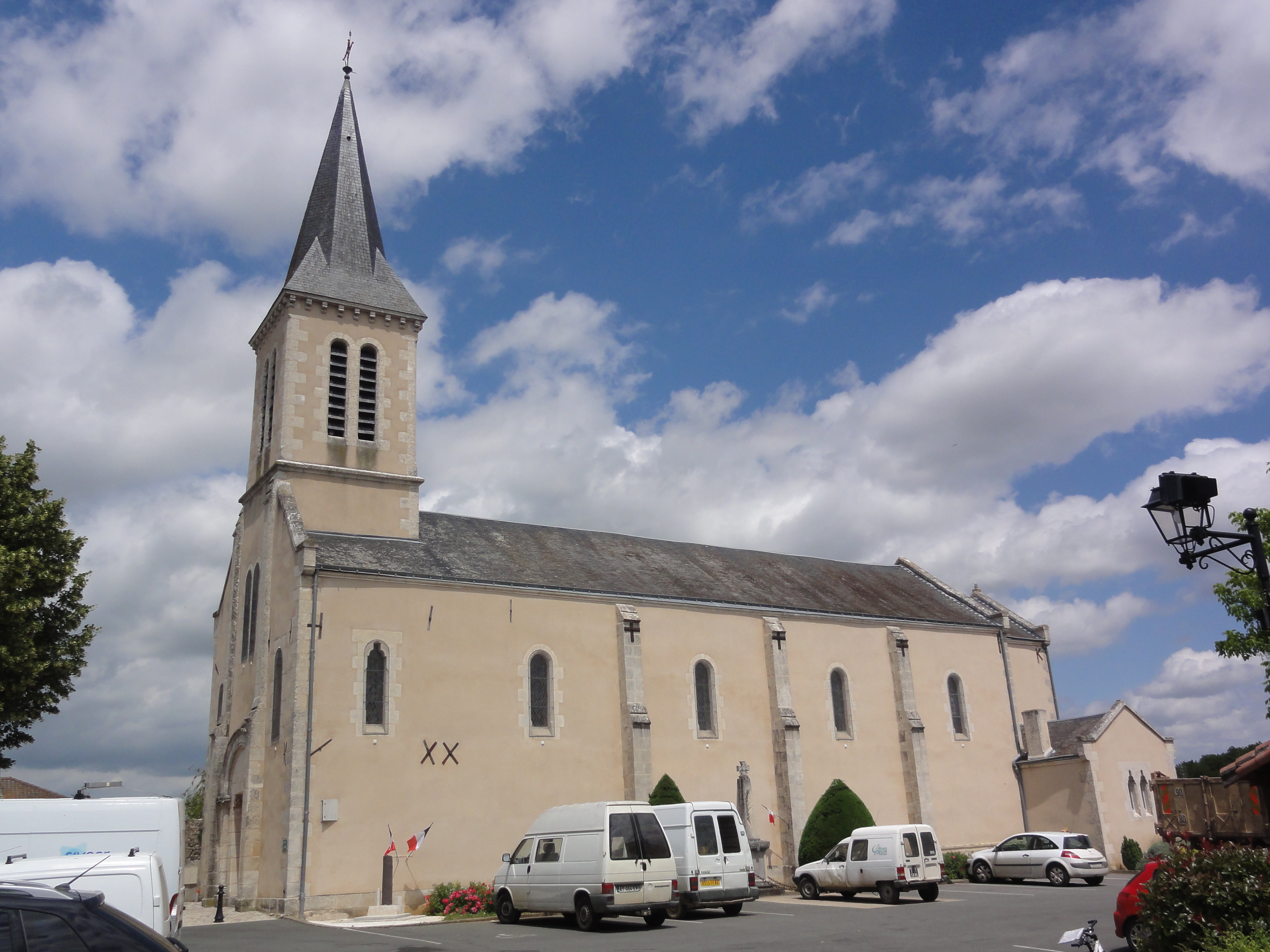
Kirche Saint-Eutrope

- Kirche Saint-Eutrope